# Sainte-Anastasie-sur-Issole
Besse-sur-Issole é uma comuna francesa na região administrativa da Provença-Alpes-Costa Azul, no departamento de Var. Estende-se por uma área de 10,71 km². Em 2010 a comuna tinha 3 079 habitantes (densidade: 287,5 hab./km²).